# Shawn Fanning
Shawn Fanning (Brockton, Massachusetts; 22 de noviembre de 1980) es un programador informático, empresario, emprendedor e inversionista angel estadounidense. Fue el creador de Napster, uno de los primeros programas peer-to-peer de popularidad masiva para compartir archivos, en 1999. La popularidad de su producto lo llevó en aparecer en la portada de la revista Time.

## Napster
Motivado por un amigo que tenía dificultades para conseguir varios archivos MP3 que le interesaban, Fanning empleó varios meses escribiendo el código de un programa que haría fácil el compartir música entre usuarios. Creó el programa mientras estudiaba en la Universidad del Nordeste. Seguramente se inspiró en el sistema Hotline de Hotline Communications, el auténtico pionero de las redes peer-to-peer, que llevaba en funcionamiento para Mac OS desde 1996. Fue portada de la revista Wired magazine y empezó a tomar fama, pero poco después, Napster se convirtió en el objetivo de las compañías discográficas por motivos legales, y tras varios juicios consiguieron que se cerrara el servicio de Napster. 
Desde noviembre de 2002, el nombre de Napster y sus logos son propiedad de la compañía Roxio, Inc.
Se lo nombra en la película The Italian Job (2003) y aparece interpretado por sí mismo; en la película, otro personaje interpretado por Seth Green acusaba a Fanning de robarle la idea de Napster, mientras él se estaba echando una siesta (en inglés, siesta es "nap" y por eso decía que era el nombre Napster).
A pesar de su importante papel en el desarrollo de la aplicación, su perfil personal no era el de un brillante empresario, que buscaba un modelo de negocios lucrativo, sino una solución para un problema tan sencillo como el compartir información, usando como base el conocimiento técnico del cual contaba, el modelo del sistema hotline, y su desinteresada intención de ayudar a los demás.

## Snocap
En 2002, Fanning fue nombrado miembro, del MIT Technology Review TR100 como uno de los 100 principales innovadores del mundo menores de 35 años. En 2003, abrió una nueva compañía, Snocap junto con Jordan Mendelson(Arquitecto Jefe de Napster) y Ron Conway. La compañía aspiraba a ser un mercado legítimo para los medios digitales. Sin embargo, sus socios y el público no respondieron bien. La atención al cliente fue deficiente y los problemas técnicos fueron numerosos. Uno de sus principales socios, CD Baby, escribió una crónica mordaz de su relación. A finales de 2007, Snocap despidió al 60% de su fuerza laboral. ValleyWag escribió un artículo que Fanning había dejado Snocap y había comenzado a trabajar en otra empresa, Rupture. El artículo de ValleyWag declaró que el fracaso se debió en gran parte al CEO de Snocap, Rusty Rueff, y al exvicepresidente de ingeniería Dave Rowley, quien "hizo un desastre de ingeniería antes de ser despedido". Snocap buscaba venderse y rápido. En 2008, encontraron un comprador;imeem adquirió Snocap en una venta de liquidación.

## Rupture
El proyecto RUPTURE se anunció en 2007 con fondos iniciales, y CrunchBase señala que la fecha en que Shawn se convirtió oficialmente en CEO de Rupture fue el 2 de octubre de 2007.
En diciembre de 2006, Fanning, junto con el cofundador Jon Baudanza, desarrolló Rupture, una herramienta de red social diseñada para manejar la tarea de publicar los perfiles individuales de los jugadores en un espacio comunitario y facilitar la comunicación entre los jugadores de World of Warcraft. Rupture fue luego adquirida por Electronic Arts por $ 30 millones. La carrera de Fanning en Electronic Arts fue de corta duración ya que una ronda de despidos en noviembre de 2009 lo incluyó a él y a su equipo en Rupture.

## Path
Unos meses después de que Fanning fuera despedido de Electronic Arts, comenzó una nueva compañía llamada Path. En enero de 2010, Dave Morin anunció que dejaría Facebook , donde era gerente senior de plataforma, para unirse a Fanning y convertirse en CEO de Path.

## Airtime
En 2011, Fanning se reunió con el cofundador de Napster, Sean Parker, para fundar Airtime.com . Algunos de los inversores son Ron Conway , Michael Arrington y Ashton Kutcher. Fanning sirve como CEO y Parker como presidente ejecutivo. 
Airtime se lanzó en junio de 2012 en un evento público desastroso en el que Parker y Fanning pagaron grandes cantidades de dinero para que los famosos estuvieran presentes, pero el producto se bloqueó repetidamente y finalmente no funcionó. Greg Sandoval de CNET comentó: "Para lanzar su nueva empresa, Sean Parker debería haber gastado menos de sus miles de millones en invitados famosos y más en arreglar su tecnología".

## Helium Systems
En 2013 Fanning fundó Helium Systems junto con Amir Haleem y Sean Carey. En diciembre de 2014, la compañía anunció que había recaudado $ 16 millones en fondos liderados por Khosla Ventures , con la participación de FirstMark Capital , Digital Garage, Marc Benioff , SV Angel y Slow Ventures, entre otros.

## Vida de Inversionista y Asesorador
En el año 1 de noviembre financió un monto de US$ 10 millones a la aplicación Square como ronda Serie A. Luego en el 27 de noviembre del año 2009 le financió al servicio SimpleGeo con el monto de US$ 1,5 millones como ronda de semillas. En el 1 de julio de 2010 apoyo a la empresa Wavii con el monto de US$ 2 millones como ronda de semillas. Luego en el 27 de septiembre del 2010 a la empresa BranchOut con el monto de US$ 6 millones como Serie A. En el 15 de octubre de 2010 apoyo a la famosa empresa Uber como AngelRound con el moto de US$ 1,3 millones. Para el 22 de abril de 2013 apoyo a la empresa uBeam en el monto de US$ 985 mil como financiamiento de deuda. En el 1 de noviembre del 2013 con la empresa Helium con el monto de US$ 2,8 millones como Ronda Semilla. En el 30 de octubre de 2014 otra vez le ayudó a la empresa uBeam con el montón de US$ 10 millones como Serie A. Luego en el 29 de junio del 2015 apoyo a la empresa Sproutling con el monto de US$ 6,6 millones como Venture Round. Por último en el 12 de junio del 2019 otra vez le financió a la empresa Helium con el monto de 15 millones como Serie C.

## Cultura popular
En 2000, Fanning apareció como presentador en los Premios MTV Video Music . Apareció con una camiseta de Metallica por el Caso Metallica contra Napster, Inc que se había presentado unos meses antes. For Whom the Bell Tolls sonaba de fondo. Cuando se le preguntó de dónde sacó la camisa, Fanning dijo: "un amigo mío la compartió conmigo". Lars Ulrich estaba sentado en la audiencia y su reacción se mostró como un aburrimiento fingido. 
En octubre de 2000, Fanning apareció en la portada de la revista Time. 
Fanning tuvo un cameo como él mismo en la película de 2003 The Italian Job. En la película, el personaje de Seth Green, Lyle, acusó a Fanning de robarle Napster mientras dormía una siesta en su dormitorio de la Universidad Northeastern. Aunque otros personajes ven esto como una mera jactancia, una escena muestra a Fanning arrastrándose sobre el cuerpo dormido de Lyle y robando un disquete de 3-1 / 2 ".
A principios de 2008, Fanning apareció en un comercial de Volkswagen dirigido por Roman Coppola, en el que se burló de su pasado de intercambio de archivos. 
Fanning y Napster fueron el tema del documental de Alex Winter descargado en 2013.